# (14574) Payette
(14574) Payette est un astéroïde de la ceinture principale.

## Description
(14574) Payette est un astéroïde de la ceinture principale. Il fut découvert le 30 août 1998 à Kitt Peak par le projet Spacewatch. Il présente une orbite caractérisée par un demi-grand axe de 2,32 UA, une excentricité de 0,16 et une inclinaison de 5,6° par rapport à l'écliptique.

## Compléments